# Zwei Weihnachtshunde
Zwei Weihnachtshunde ist eine deutsch-österreichische Weihnachts-Romanze von Lenard Fritz Krawinkel aus dem Jahr 2005. Es handelt sich um ein Fortsetzung von Der Weihnachtshund mit Nadeshda Brennicke und Florian Fitz.

## Handlung
Seit einem Jahr sind Max und Katrin ein glückliches Paar. Da nun ihre besten Freunde Aurelius und Nathalie heiraten, erwägen sie selber diesen Schritt. Doch diverse Handicaps stellen das zukünftige Glück in Frage. Erst mit Hilfe eines zweiten Weihnachtshundes unterm Weihnachtsbaum kommt es zu einem Happy End.

## Hintergrund
Zwei Weihnachtshunde wurde vom ZDF und vom ORF produziert, in Wien gedreht und am 19. Dezember 2005 zum ersten Mal im Deutschen Fernsehen ausgestrahlt.

## Kritik
Kino.de meinte zu dieser Fortsetzung von 2004: „Wer den ersten Teil mochte, wird auch das Sequel lieben. […] Erneut sind Nadeshda Brennicke und Florian Fitz als Weihnachtsmuffel und Liebespaar zu sehen und erneut kommen Tierliebhaber voll auf ihre Kosten. Zu dem phlegmatischen Basset Kurt gesellt sich diesmal nämlich noch die süße Hundedame Trixie.“
Die Kritiker der Fernsehzeitschrift TV Spielfilm vergaben eine mittlere Wertung (Daumen zur Seite) und schrieben: „Nett, aber nicht ideenreich.“